# Mammillaria wiesingeri
A Mammillaria wiesingeri a szegfűvirágúak (Caryophyllales) rendjébe, ezen belül a kaktuszfélék (Cactaceae) családjába tartozó faj.

## Előfordulása
A Mammillaria wiesingeri előfordulási területe a közép-amerikai Mexikóban van; főleg a Mexikói-öböl nyugati partvidékén elterjedt. Csak az ország legészakkeletibb részéről, valamint a nyugati partvidékekről és a legdélebbi térségekről hiányzik.

## Alfaja
- Mammillaria wiesingeri subsp. apamensis (Repp.) D.R.Hunt - az északi állományt képezi

## Képek

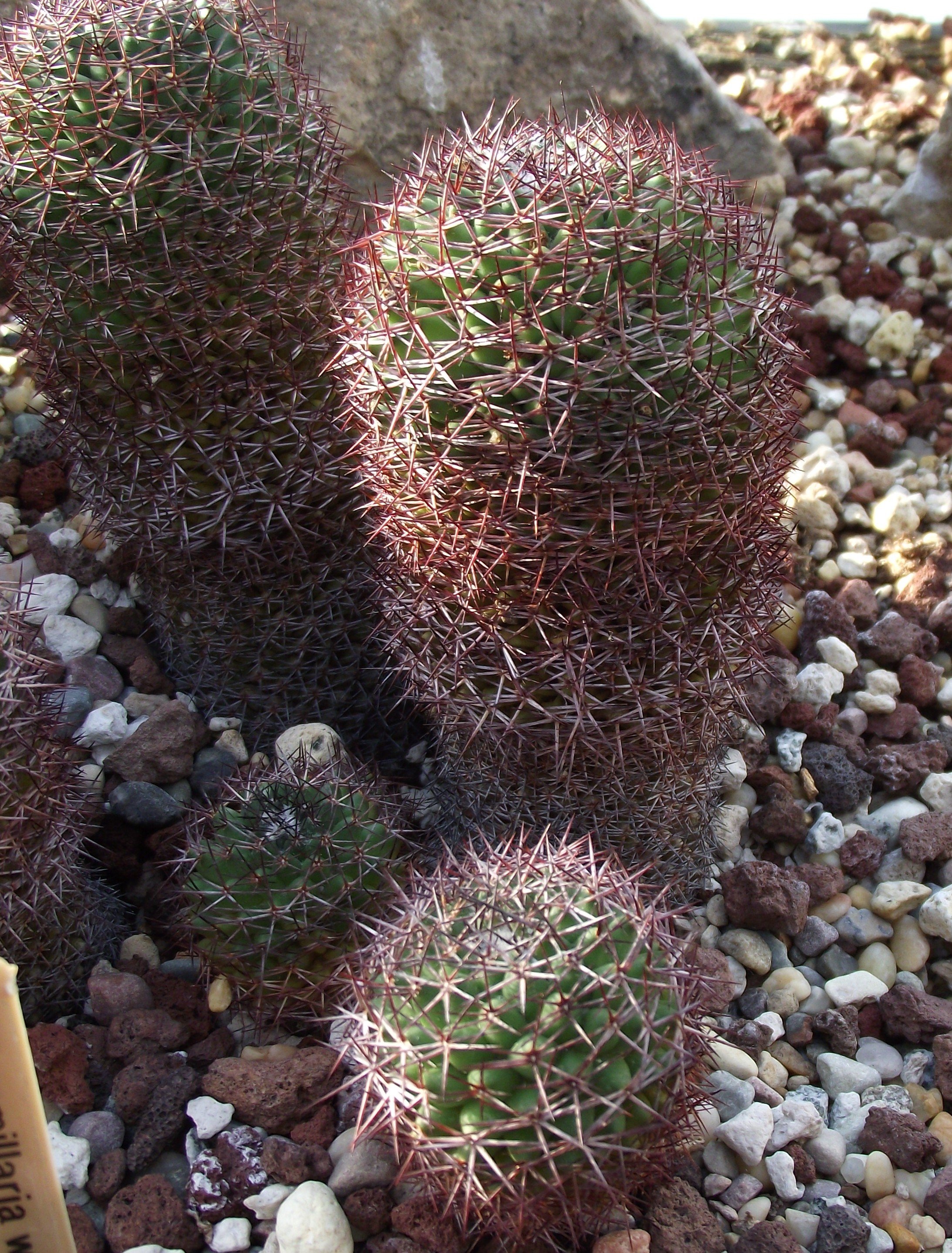
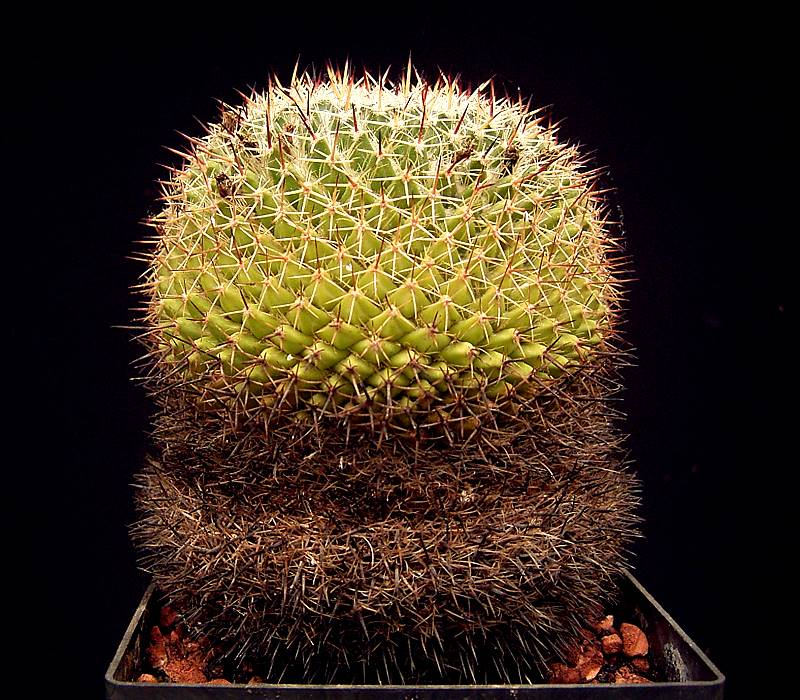
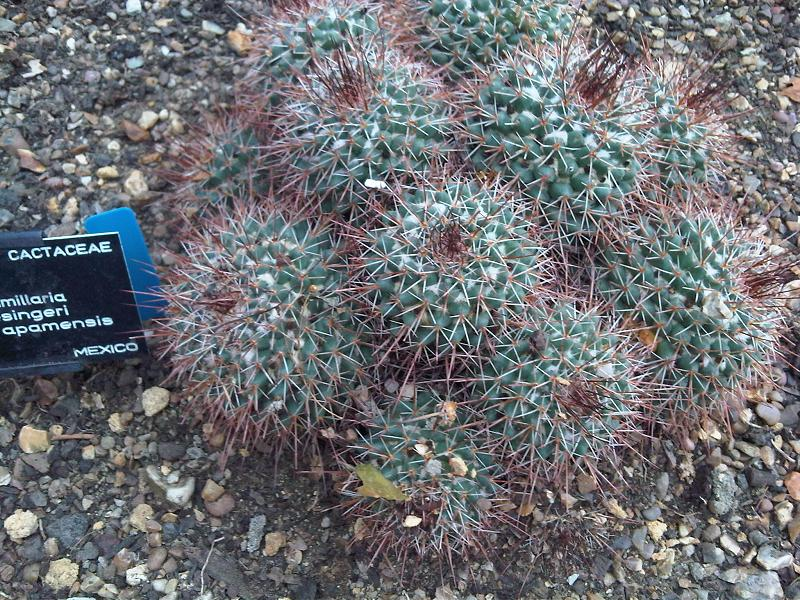
Mammillaria wiesingeri subsp. apamensis az angliai Kew Gardens-ban
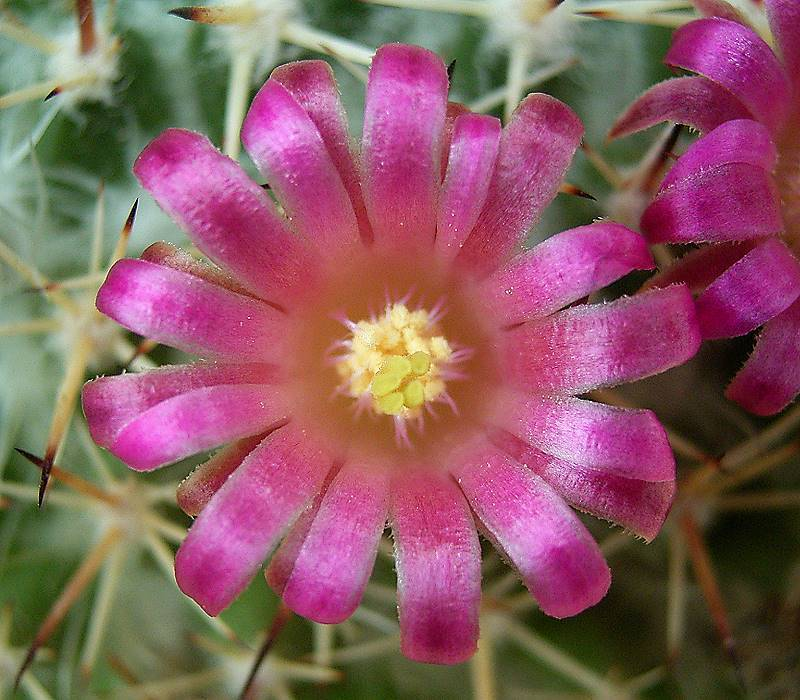
A virága